# 哈剌察汗
哈剌察汗（？—1220年），又作哈只卜哈剌察汗，中亚花剌子模将领。
1219年，讹答剌城（奥特拉尔，位于哈萨克斯坦奇姆肯特市阿雷思河和锡尔河交汇处）守将海儿汗杀死通商的蒙古使者，引发了蒙古帝国的西征。花剌子模国王阿拉烏丁·摩訶末派哈剌察汗前去援救讹答剌城。1220年，蒙古人围攻讹答剌城五个月，哈剌察汗建议向蒙古投降。海儿汗以为自己得罪了蒙古，表示要继续战斗。哈剌察汗为了保命，率军逃离讹答剌城。途中被蒙古人擒获，交给了察合台、窝阔台。哈剌察汗把讹答剌城的情报和盘托出，想要得以免死。结果察合台、窝阔台以他对主不忠，将他处死。

## 資料來源
- 朱耀廷《成吉思汗傳》